# 활력방정식
천체역학에서 활력방정식(活力方程式, vis-viva equation)은 다른 물체를 공전하는 어떤 물체의 속도를 궤도의 긴반지름과 초점으로부터 물체까지의 거리로 나타내는 방정식이다. 식으로 쓰면 다음과 같다.
{\displaystyle v^{2}=\mu \left({{2 \over {r}}-{1 \over {a}}}\right)}
- {\displaystyle v\,\!} : 궤도 운동하는 물체의 속도
- {\displaystyle r\,\!} : 중심 천체부터의 거리
- {\displaystyle a\,\!} : 장경의 절반, 긴반지름 ({\displaystyle a>0} 이면 타원, {\displaystyle a=\infty } 이거나 {\displaystyle {\frac {1}{a}}=0} 이면 포물선, 그리고 {\displaystyle a<0} 이면 쌍곡선)
- {\displaystyle \mu \,\!} : 중심 물체의 질량과 중력상수의 곱, {\displaystyle GM\,}.